# Ласло Немет
Ладислав Немет (мађ. Német László; Оџаци, 7. септембар 1956) је римокатолички кардинал и надбискуп Београдске надбискупије, припадник реда Вербита. Први је римокатолички свештеник рођен у Србији који је стекао статус кардинала.

## Биографија
Рођен је у Оџацима 1956. године. Средњу школу је похађао у Суботици у бискупском семеништу Паулинум. Након тога се придружио реду Вербита и пошао је на студије филозофије и теологије. Студирао је у Пољској, где је положио вечне завете 1982. године, а за свештеника се заредио идуће године.
Докторирао је на догматици теологије Грегориани у Риму. Службовао је на Филипинима као мисионар 1987. године. После је отишао у Аустрију, где је предавао догматику у Медлингу. Био је поглавар у Св. Габријелу и помоћник у оближњој жупи.
Предавао на Филозофском факултету Дружбе Исусове у Загребу. Од 2002. је предавао мисиологију. Радио је и у дипломатији. У Бечу је од 2000−2004. био сарадник изасланства Свете столице при бечком седишту Уједињених нација.
Од 2004. до 2007. је био провинцијал мађарске вербитске провинције. Још 2006. је био секретар мађарске бискупске конференције. Док је био у Мађарској, у Будимпешти је био душобрижник и предводник мисних славља на хрватском језику, чиме га памти и тамошња хрватска заједница.
Дана 5. јуна 2008. је постављен за зрењанинског бискупа. Заредио га је кардинал Питер Ерду, надбискуп будимпештанско-острогонски и примас Мађарске, са сузаредитељима су били Јулиуш Јануз, апостолски нунције у Мађарској и пензионисани зрењанински бискуп Ласло Хушвар. Пригодом литургије, миса је читана на мађарском, а јеванђеља на мађарском, хрватском, њемачком и бугарском. Сам обред бискупског посвећења је био на латинском, хрватском и мађарском.
Говори неколико језика: мађарски, српски, енглески, немачки, пољски, италијански и хрватски језик.
Од 5. новембра 2022. је београдски надбискуп, а званично је устоличен 12. децембра 2022. године у Катедрали Блажене Девице Марије у Београду.
Дана 6. октобра 2024. након недељног Ангелуса је папа Фрања објавио имена будућих кардинала који ће бити уздигнути у звање на конзисторији 8. децембра, међу којима је и надбискуп Немет. Он је први свештеник из Србије уздигнут у звање кардинала.